# Joseph Estlin Carpenter
Joseph Estlin Carpenter, född den 5 oktober 1844 i Bristol, död den 2 juni 1927, var en brittisk teolog, son till William Benjamin Carpenter.
Carpenter var efter prästerlig tjänstgöring i Leeds med flera platser 1875-1906 lecturer vid det unitarierna tillhörande Manchester College i London och Oxford samt 1906-15 professor i jämförande religionsvetenskap där. Han blev Wilde lecturer vid universitetet i Oxford 1914 och var från 1912 medlem av internationella religionshistoriska kongresskommittén.
Carpenter översatte flera verk av den moderata tyska bibelkritiken och religionshistorien till engelska samt utgav Life in Palestina, The First Three Gospels, The Bible in the Nineteenth Century, Phases of Early Christianity, James Martineau: Theologian and Teacher med flera arbeten samt en edition av Hexateuch according to the Revised Version med mera. 
Särskilt ägnade Carpenter sitt intresse åt Indien och utgav bland annat Comperative Religion (1913), Theism in Medieval India (1921) och Buddhism and Christianity (1923).